# 蕭子政
蕭子政（？—6世紀），南蘭陵郡蘭陵縣人，南朝梁官員、易學家。

## 生平
蕭子政出仕南朝梁，官至都官尚書，其餘事跡不詳。

## 著作
蕭子政學識淵博，被顏之推譽為“兼通文史，不徒講說”，在易學、文字學領域均有著作傳於後世：
- 《周易義疏》十四卷[1]，唐朝開元年間尚存[3]，後佚
- 《周易繫辭義疏》三卷/二卷，隋朝大業年間尚存[4]，唐朝開元年間已佚
- 《古今篆隷雜字體》一卷，隋朝大業年間尚存[5]，唐朝開元年間已佚